# Археографія
Археогра́фія (грец. άρχαϊος — стародавній і γράφω — пишу) — спеціальна галузь історичної науки, що вивчає історію публікації історичних документів та розробляє теорію та методику їх видання.

## Підрозділи
Теоретична археографія розробляє сукупність питань інформаційної репрезентації досліджуваних нею джерел. Практична археографія складається із напрямів: збирання (польова археографія, що займається виявленням та обліком історичних джерел), пошуку в документальних системах (евристична археографія), наукового опису (камеральна археографія) та наукової публікації (едиційна археографія). Розрізняють дві методологічні форми наукової археографічної репрезентації документів та документальних масивів: науковий опис документів та наукова публікація документів й інформації про них. Вони реалізуються через систему методик опису, засобів залучення документів до наукового обігу, різноманітні види та типи археографічних довідників і публікацій документів.
Існує думка (В. Німчук) про домінуюче значення джерелознавчих підходів в археографії, пропонується від археографії відокремити споріднену дисципліну «кайнографію», або «новографію», яка має вивчати архівні документи на сучасних носіях інформації. Але більшість дослідників схиляються до розширення складу об'єкта археографії на всю сукупність сучасних документів, що зафіксовані на будь-яких матеріальних носіях та мають форму документа. Серед них:
- текстові джерела — включають текстову інформацію, що надрукована друкарським способом чи відтворена іншими способами, та інформацію, що може сприйматися як текстова (музичні та графічні джерела, окремі види джерел мистецтва, передані за допомогою запису на матеріальних носіях тощо);
- аудіовізуальні джерела: кіно-, фото-, фонодокументи;
- образотворчі та графічні джерела: картографічні документи, гравюри, графіки, креслення, малюнки, плакати, листівки;
- джерела на нетрадиційних носіях: комп'ютерні файли, бази даних та комп'ютерні системи, тримірна графіка тощо.

З камеральною археографією змикається кодикографія — система опису рукописних книг як історичних комплексних книжно-рукописних джерел (Л. Дубровіна, О. Гальченко, О. Іванова).
Основні типи видань історичних документів:
- наукові, насамперед, для подальшого використання в історичних дослідженнях;
- науково-популярні (для ширшого за професійне кола читачів);
- навчальні (для засвоєння навчальних програм).

Основні види видань історичних документів:
- пофондові (документи одного фонду або колекції);
- тематичні (незалежно від фондоутворювача з певної тематики);
- документи одного різновиду (наприклад, листи, мемуари тощо);
- документи однієї особи.

## Археографія в дореволюційній Росії
Першим російськім археографом був В. М. Татищев, який в кн. 5 «Історії Росії» вмістив цінні документи 16—17 ст. Визначним археографічним виданням 2-ї пол. 18 ст. була «Древня Російська Вівліофіка» (1773—75; 1788—91), видана М. І. Новиковим. У розвитку археографії 19 — поч. 20 ст. значну роль відіграли: Московське товариство історії і древностей російських при Московському університеті 1804, Археографічна комісія 1834, Російське історичне товариство 1866, губернські архівні комісії та інші.
У тісному взаємозв'язку з російською археографією і під її впливом розвивалася українська археографія. В Україні в 19 ст. виникають установи і товариства, які видають наукові праці і публікують документи з історії України, — Товариство історії і древностей в Одесі 1839, Тимчасова комісія для розбору древніх актів у Києві 1843, Історичне товариство Нестора-літописця в Києві 1873, Наукове товариство ім. Т. Г. Шевченка у Львові 1873, Подільське церковне історико-археологічне товариство 1865, Історична комісія при Галицькому крайовому відділі 1865, Харківське історико-філологічне товариство 1877, історичний журнал «Киевская старина» 1882, архівні губернські комісії (Таврійська, 1887; Чернігівська, 1896; Катеринославська, 1903; Полтавська, 1903), Українське наукове товариство в Києві та інші.

## Радянська археографія
Перша радянська археографічна публікація зв'язана з ім'ям більшовика, матроса Балтійського флоту М. Г. Маркіна, який за завданням Радянського уряду в грудні 1917—січні 1918 видав у 7 випусках «Збірник таємних документів із архівів колишнього міністерства закордонних справ». Ці матеріали викрили антинародну імперіалістичну політику царизму, Тимчасового уряду і західних капіталістичних держав.
За роки Радянської влади створилася широка мережа установ, видавнича діяльність яких відіграла велику роль у розвитку археографії. 25 вересня 1920 РНК РСФРР ухвалила постанову про організацію комісії для вивчення історії РКП(б) і Великої Жовтневої соціалістичної революції (Істпарт). Одночасно виникають місцеві істпарти. У 1920 відкривається Інститут Маркса—Енгельса, 1923 — Інститут Леніна. В 1931 вони об'єдналися в Інститут Маркса — Енгельса—Леніна при ЦК ВКП(б) (Інститут марксизму-ленінізму при ЦК КПРС). Поряд з виданням творів класиків марксизму-ленінізму ними опубліковано багато документів з історії партії і Жовтневого перевороту. Публікацією документів займалися істомоли (з історії комсомолу), істпрофи (з історії професійного руху), ювілейні комісії, організовані з нагоди річниць революції 1905—1907, Великої Жовтневої соціалістичної революції та інших видатних історичних подій. В системі АН СРСР археографічну роботу вела історико-археографічна комісія, згодом перетворена в історико-археографічний інститут, який 1936 видавничі функції передав Інституту історії АН СРСР.

## Археографія УРСР
В УРСР в 1921—29 документи з історії КП України видавав Істпарт. З 1929 цю роботу веде Інститут історії партії ЦК КП України — філіал Інституту марксизму-ленінізму при ЦК КПРС. Публікацією документів з історії УРСР займалася Археографічна комісія АН УРСР (1919—1936), потім Інститут історії АН УРСР та інші установи.
Величезну кількість публікацій видали державні архіви СРСР. За своє існування вони підготували близько 700 томів документів, збірників; державні архіви УРСР — близько 100 томів, з них близько 60 томів видано після 1945.
Нагромаджуючи досвід, радянська археографія узагальнювала його і виробляла наукові принципи публікації документів. Ще в січні 1918 за підписом В. І. Леніна був виданий декрет РНК РСФРР, який вимагав уважної перевірки державних актів, що публікуються, «з боку їх оригінальності і точності тексту». В 1919 були прийняті «Правила видання документів», 1936 — «Правила видання документів XVI—XVII вв.», 1945 — «Основні правила публікації документів державного архівного фонду Союзу РСР». Вони сприяли підвищенню наукового рівня документальних видань. В 1955 вийшли в світ «Правила видання історичних документів», підготовлені Інститутом історії АН СРСР, Головним архівним управлінням СРСР і Московським історико-архівним інститутом.

## Археографія в інших країнах
Першими археографічними публікаціями були збірники літописів, історичних хронік, королівських грамот, капітуляріїв та інших документів, виданих для обґрунтування прав і привілеїв світських і духовних феодалів. Археографія використовувалась як засіб боротьби феодалів, католицької церкви і королівської влади проти прогресивних антифеодальних і антиклерикальних рухів. У 18 ст. з'являються збірники дипломатичних трактатів і актів, тенденційно підібраних з метою виправдати зовнішню політику, спрямовану на загарбання чужих земель. В Англії, Німеччині, Франції, Італії та інших країнах у 19 ст. виникають наукові установи і товариства, які розгортають широке видання історичних джерел.